# Canon EOS 1200D
La Canon EOS 1200D és una càmera reflex digital de Canon.
L'any 1987, Canon va llençar la gamma de càmeres rèflex digitals amb l'acrònim EOS (Electro-Optical-System o Sistema Electro òptic). En aquesta gamma trobem una gran quantitat de càmeres anomenades de la mateixa manera "Canon EOS" i un nombre a continuació. Quant més petit és aquest nombre les característiques de la càmera milloren i el preu augmenta. Per tant, la Canon EOS 1200D és una càmera de molt bona qualitat però alhora assequible i recomanable per a aprenents.
En adquirir-ne una, s'inclou el cos de la càmera en sí, un objectiu normal de 18-55mm, la bateria, el carregador, els cables necessaris, la corretja i guies/manuals d'ús.

## Característiques
La Canon EOS 1200D té un llistat de característiques entre les quals trobem les següents:
1. Realitza tant fotos, de 18 megapíxels, com vídeos.
2. Quan disminueixen els nivells d'il·luminació, la càmera augmenta la sensibilitat a la llum per tal que es puguin seguir veient imatges nitides sense sempre tenir la necessitat de fer servir el flaix que ja té incorporat.
3. Utilitza tota la informació de l'escena que s'està captant tant sigui un paisatge com un retrar per tal d'establir els ajustaments més adequats.
4. Hi ha una aplicació guia que ajuda a explorar tots els controls i les funcions de la càmera. Aquesta conté, per exemple, tutorials i exercicis interactius.
5. Disseny ergonòmic: visor òptic, controls senzills i intuitius, una pantalla LCD de 3".
6. Aquesta càmera té també una grans característiques de les càmeres rèflex digitals: enfoca el motiu principal i l'ailla del fons amb un suau desenfocament.
7. Té filtres creatius com l'ull de peix, el granulat, el blanc i negre...
8. És possible mantenir l'enfocament en col·locar els motius sota un dels 9 punts d'enfocament de la Canon EOS 1200D obtenint així la composició desitjada.
9. Accepta molts altres objectius com els EF i EF-S de Canon, per tant, es poden arribar a conseguir fotografies amb molts putns de vista diferents.

## Modes

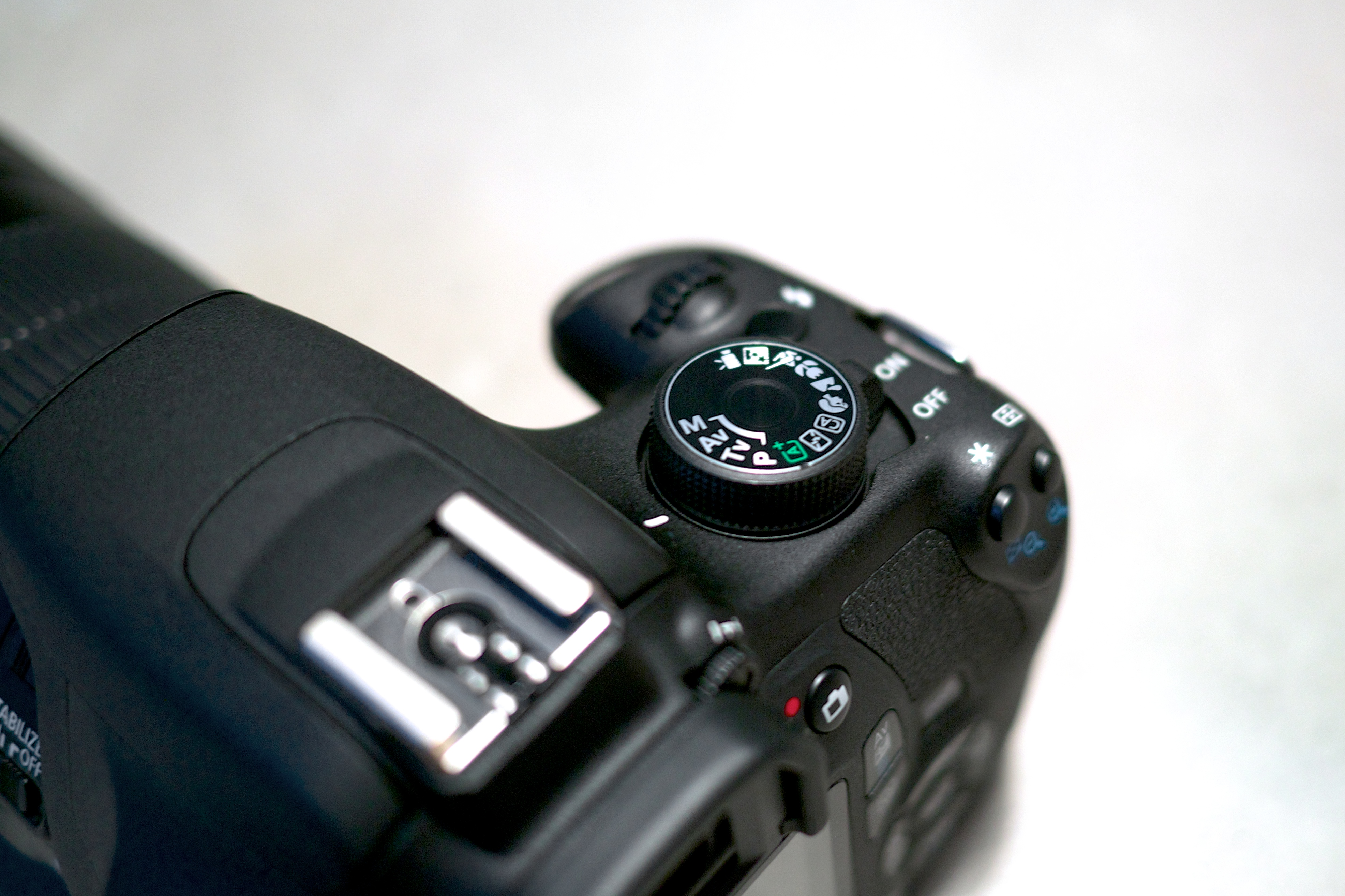
Canon EOS 1200D vista des de dalt observant així la rodeta amb els diferents modes.

En aquest model trobem en la rodeta situada a la part superior dreta els 13 modes diferents que es poden fer servir:
Primer trobem tots aquells que no són automàtics, en el cas d'aquesta càmera en tenim quatre: el manual total, el de prioritat de l'apertura, el de prioritat de la velocitat i el mode programat.
Després venen tots els automàtics, 8 en total. Entre tots aquests trobem modes com l'automàtic intel·ligent, el de retrats, el de paisatges o bé el de moviment.
Per útlim, trobem el mode de vídeo. En seleccionar-lo la càmera ja canvia el que es mostra a la pantalla i et facilita grabar.

## Accessoris
La Canon EOS 1200D, com pràcticament totes les altres càmeres d'aquesta gamma, accepta una gran varietat d'accessoris. Els següents són els especifics que sí accepta aquest model:
Objectius: Com ha estat mencionat prèviament a les característiques, aquesta és una càmera a la qual se li pot anar canviant l'objectiu, per tant, tots aquells que són compatibles són accessoris que ens permeten obtenir resultats molt diferents. Alguns exemples són el Canon EF-S 10-18mm f/4.5-5.6 IS STM o bé el Canon EF-S 55-250mm f/4-5.6 IS STM.
Flaixos: Aquesta càmera ja té un flaix incorporat però si l'usuari ho desitja pot adquirir-ne un a més a més que es pot acoblar a la part superior d'aquesta. Alguns exemples són el Canon Speedlite 90EX o bé el Canon Macro Ring Lite MR-14EX II.
Alimentació: Aquests són tots aquells accesoris que tenen una estricta relació amb la bateria de la càmera i ja poden ser bateries com carregadors o adaptadors.
Estoigs: Necessaris per a facilitar el fet de carregar la càmera amb tots els altres accessoris de manera més còmoda. És a més a més important per a la protecció d'aquesta. N'hi ha de molts tipus diferents (colors, mida, compartiments...)
Cables i altres: Accessoris que es connecten a la càmera amb una gran varietat d'usos.

## Premis i reconeixements
La Canon EOS 1200D va obtenir el premi "Eisa Award" per ser el millor producte de 2014-2015 pel que feia a les DSLR.